# Thomas Le Mouton
Thomas Le Mouton (Auckland, 10 luglio 1985) è un calciatore cookese, centrocampista dell'Abany United.

## Carriera

### Nazionale
Conta 4 presenze e una rete con la maglia della propria nazionale.